# Maria Antonia Marchesini
Maria Antonia Marchesini (Lucca, ... – ...; fl. XVIII secolo) è stata un contralto italiano, detta La Lucchesina, attiva nel periodo 1736-1739.

## Biografia
Le prime notizie sulla Marchesini risalgono al 1736, quando cantò a Napoli in tre opere buffe al Teatro Nuovo, tra le quali Fingere per godere di Domenico Sarro a fianco del famoso basso buffo Gioacchino Corrado, e si esibì poi nel ruolo di Vittoria nel prologo celebrativo scritto da Giuseppe de Majo per l'Alessandro nell'Indie di Hasse.
Fu quasi subito ingaggiata dall'Opera della Nobiltà di Londra diretta da Nicola Porpora, e debuttò al King's Theatre nel 1737 come protagonista del pasticcio Sabrina a fianco del Farinelli. A Londra rimase fino al 1739 emergendo sia nell'interpretazione di ruoli femminili che in ruoli maschili in travesti.
Dopo il fallimento dell'Opera della Nobiltà, nel 1738 fu reingaggiata dall'impresario John James Heidegger e si esibì quindi in opere e pasticci di Händel, a fianco di grandi stelle del panorama lirico europeo dell'epoca: Caffarelli, Duparc e Antonio Montagnana. Cantò in particolare nell'Alessandro Severo come Albina, fu una "focosa" Rosimonda nel Faramondo, ruolo da prima donna, e interpretò un tenero Arsamene nel Serse. La si ascoltò anche in opere di altri autori, come Pescetti e Veracini, ma soprattutto Händel volle affidarle parti di contralto anche negli oratori cui stava allora dedicando sempre maggiore attenzione. Nel 1739 ella cantò probabilmente nel Giove in Argo e in una ripresa del Trionfo del tempo, e fu quasi certamente pensando alla sua voce che Händel compose la grande parte di David nel Saul.
Il 17 maggio 1738 sposò Giacomo Amiconi (1682-1752), che aveva conosciuto a Londra, noto anche come Jacopo Amigoni, pittore storico, decorativo e ritrattista, di stile veneziano, ma con una carriera internazionale. Il pittore in quel periodo era in tour per l'Europa tra Parigi, San Pietroburgo, Venezia e Londra, ma non ci è noto se la moglie lo accompagnò in queste peregrinazioni; è però evidente che non ci furono più notizie della Lucchesina come cantante. Abbiamo invece notizie di un testamento che Amigoni stilò in favore della moglie e dal quale possiamo supporre che il matrimonio fosse piuttosto solido e possiamo quindi immaginare che la Marchesini terminò la sua carriera seguendo il marito. Sappiamo che egli morì nel 1751 a Madrid e che la Corona spagnola concesse una pensione alla vedova.